# Frederik Løvenørn

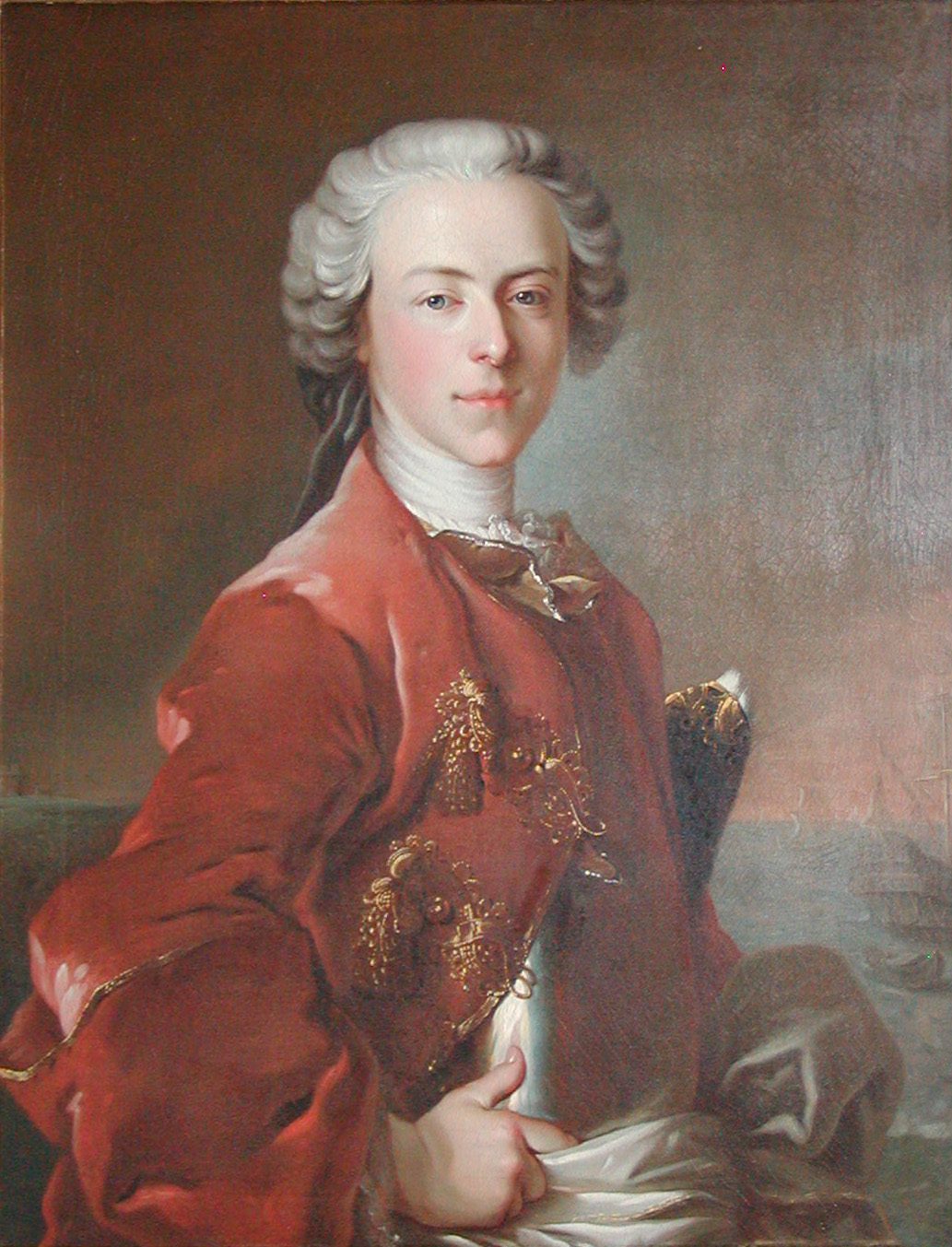
Frederik Løvenørn, malował Louis Tocqué

Frederik Løvenørn (ur. 6 maja 1715, zm. 15 października 1779) – duński arystokrata i dowódca wojskowy.
Poza służbą w armii zajmował się literaturą. Tłumaczył z francuskiego; m.in. przełożył w 1776 roku na język duński dzieło francuskiego pisarza Philippe Néricault Destouchesa.
Ożeniłsię z Frederikke Sophie von Holsten (1718-1774), z którą miał troje dzieci:
- Sophie Magdalene de Løvenørn (ur. 25 VIII 1741, zm. 2 IX 1786)
- Ingeborg Dorothea de Løvenørn (ur. 31 VII 1744, zm. 30 IX 1814}
- Poul de Løvenørn (ur. 11 VIII 1751, zm. 16 III 1826)

## Dzieło
- Des Touches: Den givte Philosoph eller Ægtemanden, som blues ved at være det. Comoedie i fem Acter. Oversat af Fransken efter Msr. Des Touches Le Philosophe Marié.  1776.